# Silverthrone Mountain
Silverthrone Mountain (auch Mount Silverthrone) ist der höchste Gipfel der Silverthrone Caldera und erhebt sich zirka 70 Kilometer westlich des Mount Waddington, dem höchsten Berg der kanadischen Coast Mountains. Das den Silverthrone Mountain umgebende Ha-Iltzuk-Eisfeld ist das größte Eisfeld der Coast Mountains südlich des Alaska Panhandle.

## Geologie
Aufgrund seiner abgeschiedenen Lage ist der Vulkan bisher wenig erforscht worden. Die Quellenangaben über seine Höhe reichen von 2865 Meter bis 3160 Meter Höhe über dem Meeresspiegel. Letztere würde den Silverthrone Mountain zum höchsten Vulkan Kanadas machen. Viele der aktuellen topographischen Karten geben allerdings die Höhe von zirka 2865 m (9400 Fuß) an. Der Gipfelbereich ist permanent von Eis und Schnee bedeckt. Daher konnte auch die genaue Position des höchsten aus Gestein bestehenden Punktes noch nicht genau ermittelt werden.
Die gesamte Caldera wies die meisten Eruptionen im Zeitraum von vor 500.000 bis vor 100.000 Jahren auf. Viele der Lavadome und kleineren Vulkankegel aus basaltischem Andesit sind jedoch eher in jüngerer Zeit entstanden und noch immer aktiv.
Mount Silverthrone ist höchstwahrscheinlich der am stärksten vergletscherte Vulkan im südwestlichen British Columbia. Er hat mit 975 Metern die größte Schartenhöhe im Südwesten der Provinz.

## Name
Silverthrone bedeutet übersetzt „Silberthron“. Der Name kommt wahrscheinlich vom Anblick des großen Eisfelds, das den Berg bedeckt. Silverthrone Mountain ist die offizielle Bezeichnung, wobei er auch oft Mount Silverthrone genannt wird. Ein Gipfel in der Alaskakette trägt den gleichen Namen.